# Nymphon preceroides
Nymphon preceroides är en havsspindelart som beskrevs av Bouvier, E.L. 1911. Nymphon preceroides ingår i släktet Nymphon och familjen Nymphonidae. Inga underarter finns listade i Catalogue of Life.